# كتشي (برزاوند)
کتشي (بالفارسية: کچی) هي قرية تقع في إيران في قسم برزاوند الريفي. يقدر عدد سكانها بـ 11 نسمة بحسب إحصاء 2016.